# Дроздова Ольга Борисівна
Ольга Борисівна Дроздова — російська акторка. Заслужена артистка Росії (2002).

## Життєпис
Народилася 1 квітня 1965 року у м. Находка (Росія). Заслужена артистка Росії.
Закінчила Московське театральне училище ім. М. Щепкіна (1989, майстерня В.Сафронова). Працює у театрі «Современник».
Знімається у кіно з 1990 р. («Прогулянка на ешафот», 1992; в серіалах «Бандитський Петербург», «Зупинка за вимогою» тощо), в українській стрічці «Веселенька поїздка» (1999)